# 梅山盐场旧址
29°47′03″N 121°59′26″E / 29.784047°N 121.990460°E
梅山盐场旧址是浙江省宁波市境内一处工业遗产。梅山盐场位于北仑区，梅山岛上的梅山街道梅中村。旧址始建于1958年，建成于1959年6月25日，曾被中华人民共和国轻工业部授予“愿梅山之花开遍全国各地”锦旗。盐场主要建筑为梅山盐场筹备处旧址，又名“青年大楼”，位于梅苑宾馆内，为两层砖木结构苏式建筑，占地1793.4平方米，共有72间房间，因而俗名“七十二家房客”。2011年1月7日因建筑的时代特征入选第六批浙江省文物保护单位，2016年6月30日梅山盐场纪念馆开馆。

## 图片
- 省级文物保护单位碑
- 筹备处正门
- 筹备处一端
- 筹备处顶部浮雕